# Funicolare

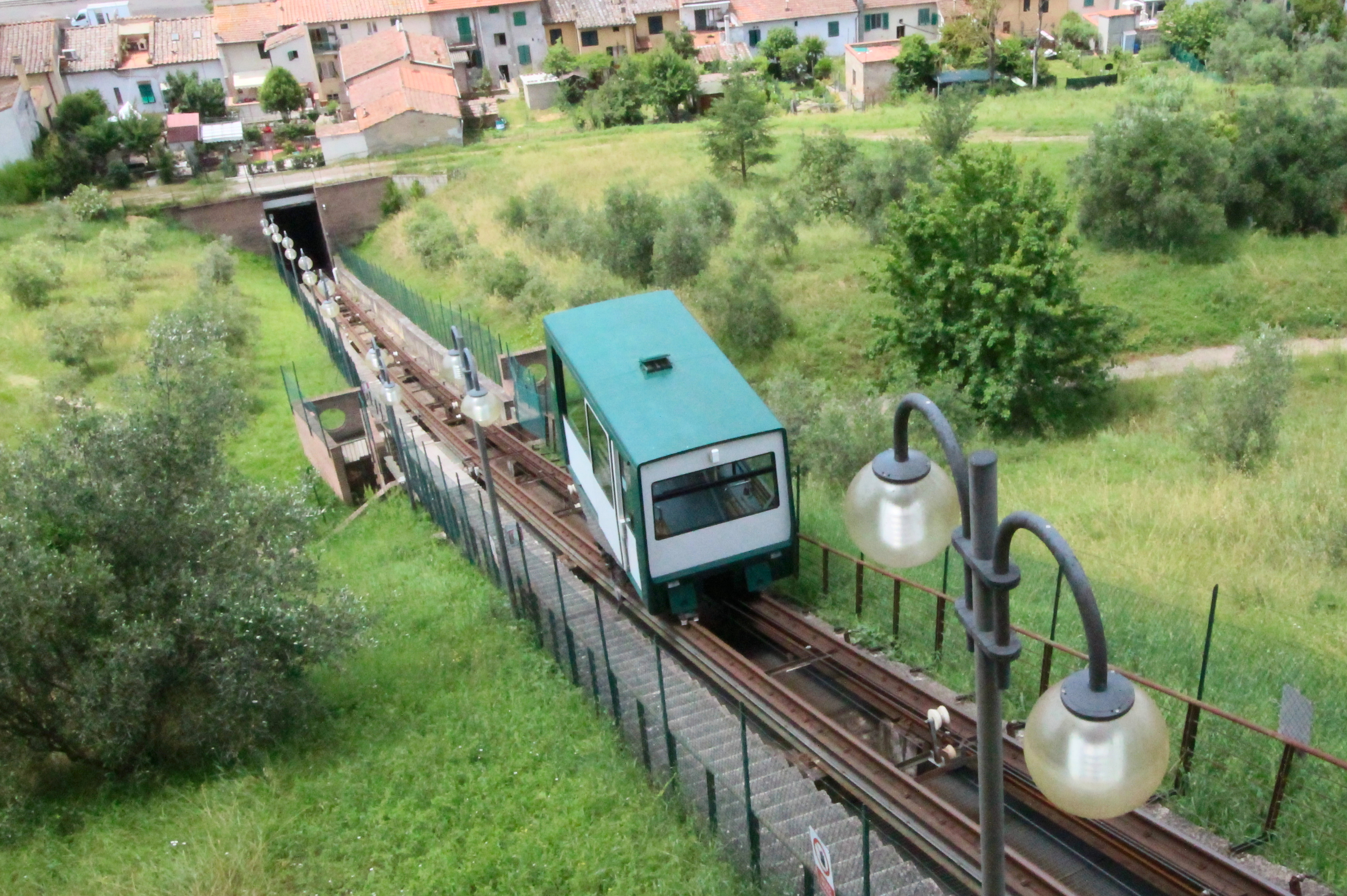
Funicolare di Certaldo.

La funicolare è una modalità di trasporto terrestre "a guida vincolata", appartenente alla categoria del trasporto a fune, solitamente in regime di servizio o trasporto pubblico.
Caratteristiche distintive sono l'utilizzo di una fune come organo di trazione e il movimento su una o più vie di corsa costituite da classici binari oppure da speciali guide, metalliche o di altri materiali. In queste ultime realizzazioni possono venire impiegate ruote gommate.
Questi impianti vengono generalmente realizzati allo scopo di superare sensibili dislivelli - soprattutto in ambiti montuosi - ma esistono numerosi esempi, in particolare in tempi recenti, a sviluppo pianeggiante o misto (vedere paragrafo "Particolarità").
La funicolare non va confusa con la ferrovia a cremagliera la quale, pur circolando su binario, presenta un principio di funzionamento radicalmente diverso.
Per il solo trasporto di merci, pur non variando sostanzialmente composizione e funzionamento, si usa il termine tecnico di piano inclinato.

## Struttura di un impianto
Di seguito viene illustrato un impianto nella conformazione classica e maggiormente nota. Per alcune delle numerose particolarità vedere i paragrafi seguenti.

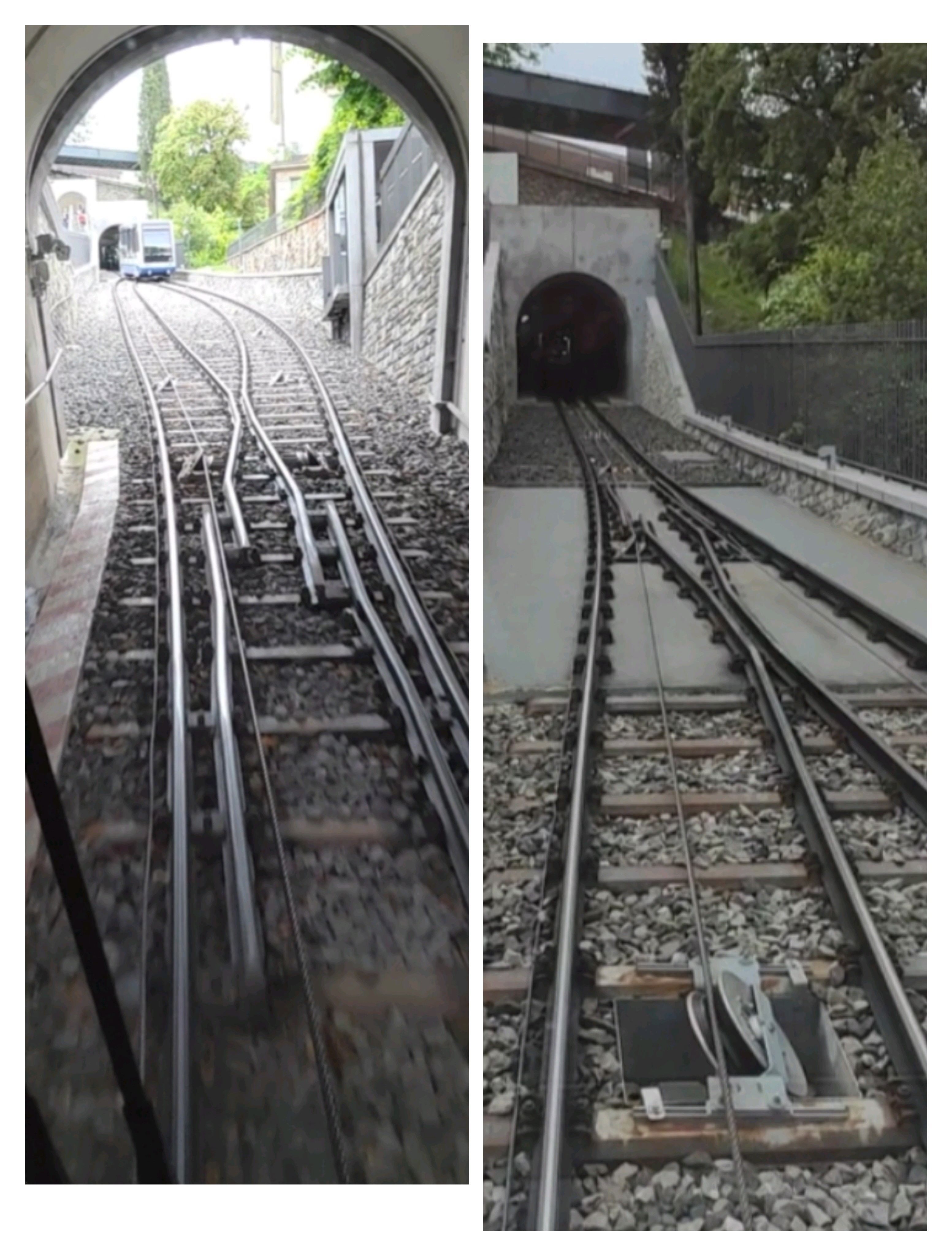
I tipici deviatoi da funicolare. A Sx: partenza dalla stazione luganese in via Cattedrale (centro-città) con le pulegge ospitanti il cavo trainante; a Dx: (verso Staz. FFS), le pulegge dell'altro binario con il cavo d'acciaio disteso dal convoglio in fase discendente (foto 16 mag. 2023)

Fra le due stazioni terminali - ed eventualmente una o più intermedie - si spostano a spola uno o due "veicoli/vetture" (o due gruppi di più vetture unite fra loro), vincolati alla "fune traente".

Illustrazione delle tipologie dei binari della funicolare; A 4 binari (binario doppio), 3 binari (binario misto) e 2 binari (binario unico).

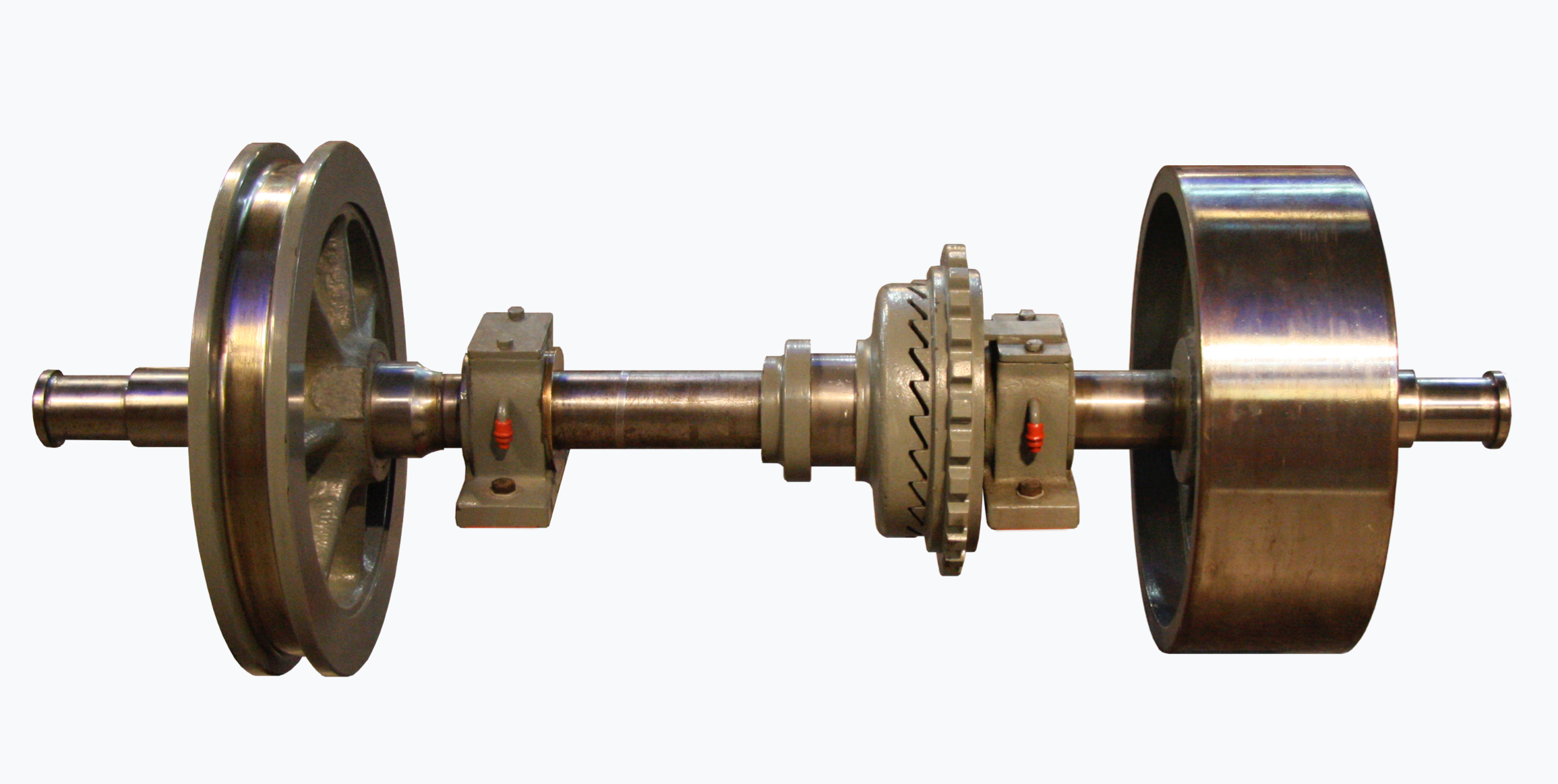
Asse con la ruota esterna a doppia flangia per mantenere il carrello vincolato ad un singolo binario mentre quella interna è più larga per rotolare sugli scambi. Il sistema fu inventato nel 1886 da Carl Roman Abt (1850-1933) per la funicolare di Lugano città

### Tracciato
Il tracciato può essere a binario doppio, misto o unico, a seconda della distanza da coprire, della disponibilità di spazio o altre necessità.

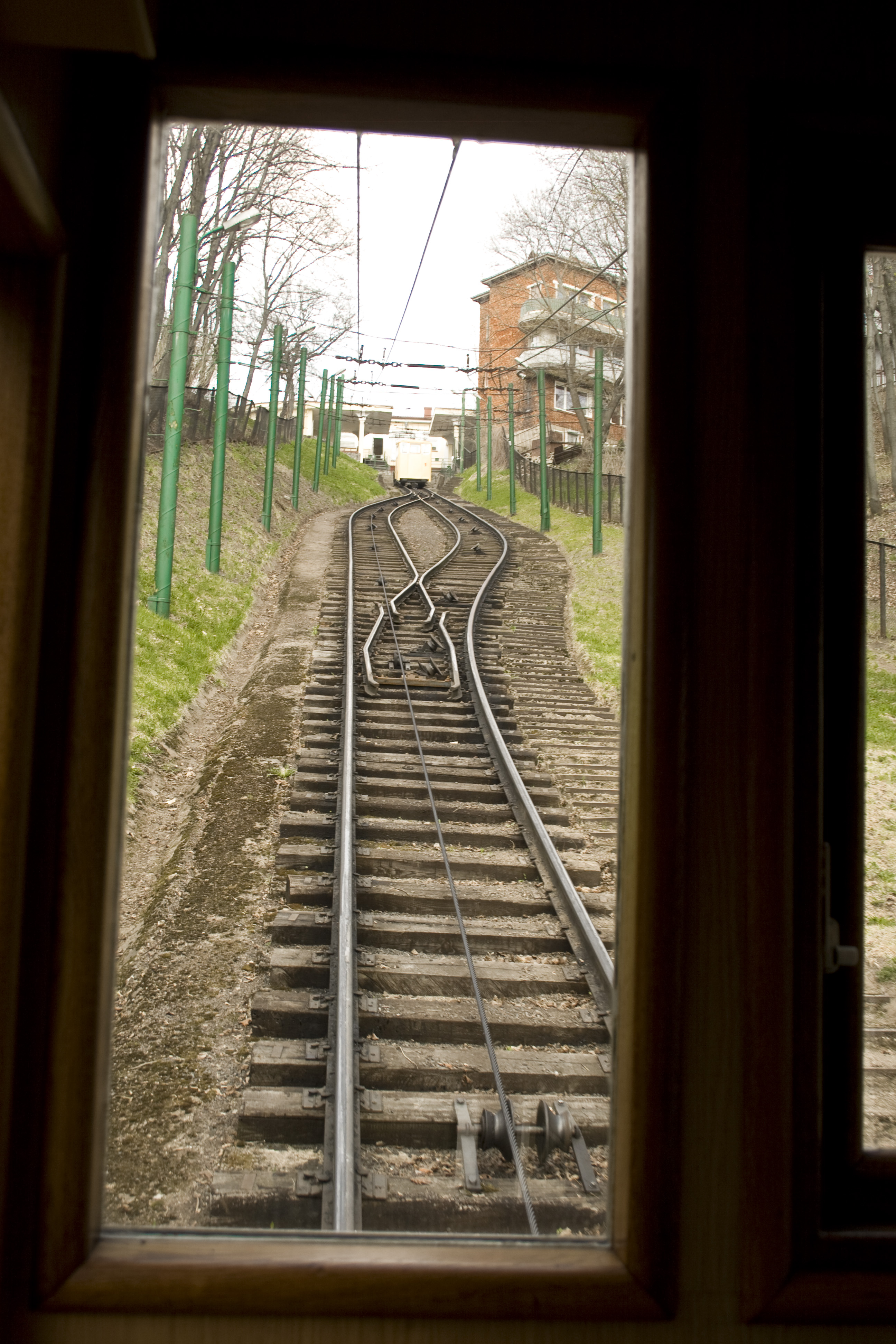
Tracciato e scambio: come si nota la rotaia interna non è continua nei pressi dello scambio ma interrotta per fare passare il cavo trainante. (Funicolare di Kaunas)

Negli impianti a binario unico con due veicoli, l'incrocio a metà percorso avviene lungo un tratto di sdoppiamento della via di corsa dove gli scambi (o deviatoi) sono solitamente ad aghi fissi e l'indirizzamento sul "ramo" corretto si ottiene automaticamente, dotando i veicoli di un particolare sistema basato sull'impiego di assi con una ruota piatta ed una a doppio bordino.

### Vetture
Il o i veicoli vengono costruiti in base alle necessità di trasporto e alle caratteristiche dell'impianto. Per il trasporto di persone si impiegano vetture di capienza assai variabile (da poche unità a ben oltre cento), adatte al tipo di servizio (spostamenti cittadini, turismo estivo o invernale ecc.). Con tracciato in pendenza, queste vengono costruite in modo che il piano di calpestio resti il più possibile orizzontale. La condizione viene ottenuta mediante un solo piano, posato su un'apposita incastellatura fissata al telaio a sua volta poggiante sul binario oppure con una serie di piani disposti a gradini (soluzione necessaria con cabine lunghe). Recentemente sono state realizzate vetture ad assetto variabile che permettono la circolazione anche su tratti misti o addirittura pianeggianti.
Le funicolari per il solo trasporto merci, chiamate spesso semplicemente, piani inclinati i veicoli, spesso solo delle piattaforme, vengono costruiti di volta in volta adatti al tipo di materiali da trasportare.

### Fune Traente & Fune di Zavorra
La fune traente realizza il movimento del o dei veicoli lungo il tracciato. In presenza di due veicoli questi sono vincolati ciascuno ad un'estremità, realizzando così il cosiddetto "movimento a va e vieni". Con una vettura sola la fune viene solitamente avvolta sulla puleggia motrice a tamburo.
La fune di zavorra: nelle funicolari con due veicoli rappresenta la chiusura sulla parte bassa dell'anello trattivo e serve principalmente a tenere in tensione la traente; su impianti con tracciato pianeggiante (anche solo parzialmente), funge anche da traente;
La fune scorre normalmente al centro fra le rotaie, sostenuta e guidata a pochi centimetri dal suolo da appositi rulli, disposti a intervalli non necessariamente regolari e opportunamente inclinati in curva. In presenza di cambi di pendenza accentuati ovvero contropendenze vengono installate particolari contropulegge che impediscono alla fune di sollevarsi dal piano del binario. In questo caso i rulli sono mobili, dovendo permettere alla morsa della vettura di passare.

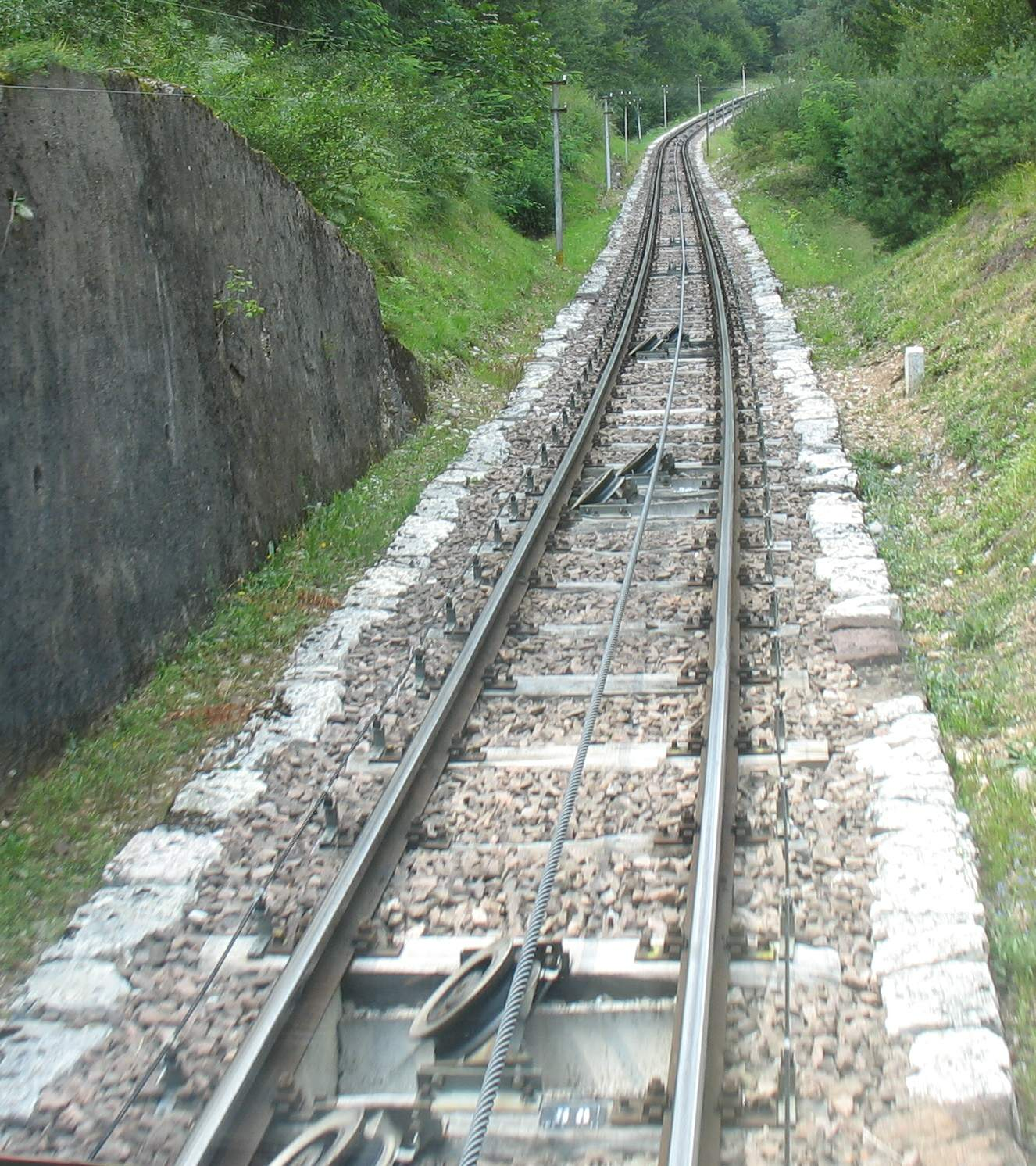
Funicolare della Mendola (BZ) - vista sul tracciato con rulli di sostegno fune traente - agosto 2007

La fune viene azionata e controllata da un complesso di apparecchiature situate nella "stazione motrice" ma può essere sorvegliata anche da ulteriori dispositivi fuori di essa.
Va qui annotato che nelle funicolari classiche uno dei maggiori problemi è l'aderenza fra puleggia motrice e fune traente, oltre ad un valore minimo di tensione di quest'ultima che deve essere garantito per un funzionamento regolare. Poiché detta tensione varia a seconda della posizione dei veicoli lungo il tracciato ed è inoltre fortemente influenzata dalla pendenza, vengono solitamente utilizzate due pulegge di eguale diametro, disposte una davanti all'altra in senso longitudinale rispetto alla fune - quindi con gli assi paralleli -, dotata ciascuna di doppia gola, dove la fune viene avvolta a formare un doppio 8, garantendo così il necessario attrito. Quando queste condizioni non possono essere adeguatamente soddisfatte viene impiegata una "fune di zavorra", a realizzare un "anello trattivo" che chiude la parte inferiore del percorso, tramite opportuna contrappesatura nella "stazione di tensione e rinvio", posta normalmente a valle.
La vettura in discesa, con il suo peso, fornisce buona parte dell'energia necessaria alla risalita della cabina opposta, per cui questo mezzo di trasporto può essere considerato tra i più efficienti sotto il punto di vista energetico.
In caso di rottura della fune la frenatura di emergenza avviene mediante ganasce che bloccano la vettura alle rotaie oppure, raramente, con l'ausilio di un ulteriore binario a cremagliera.

## Particolarità

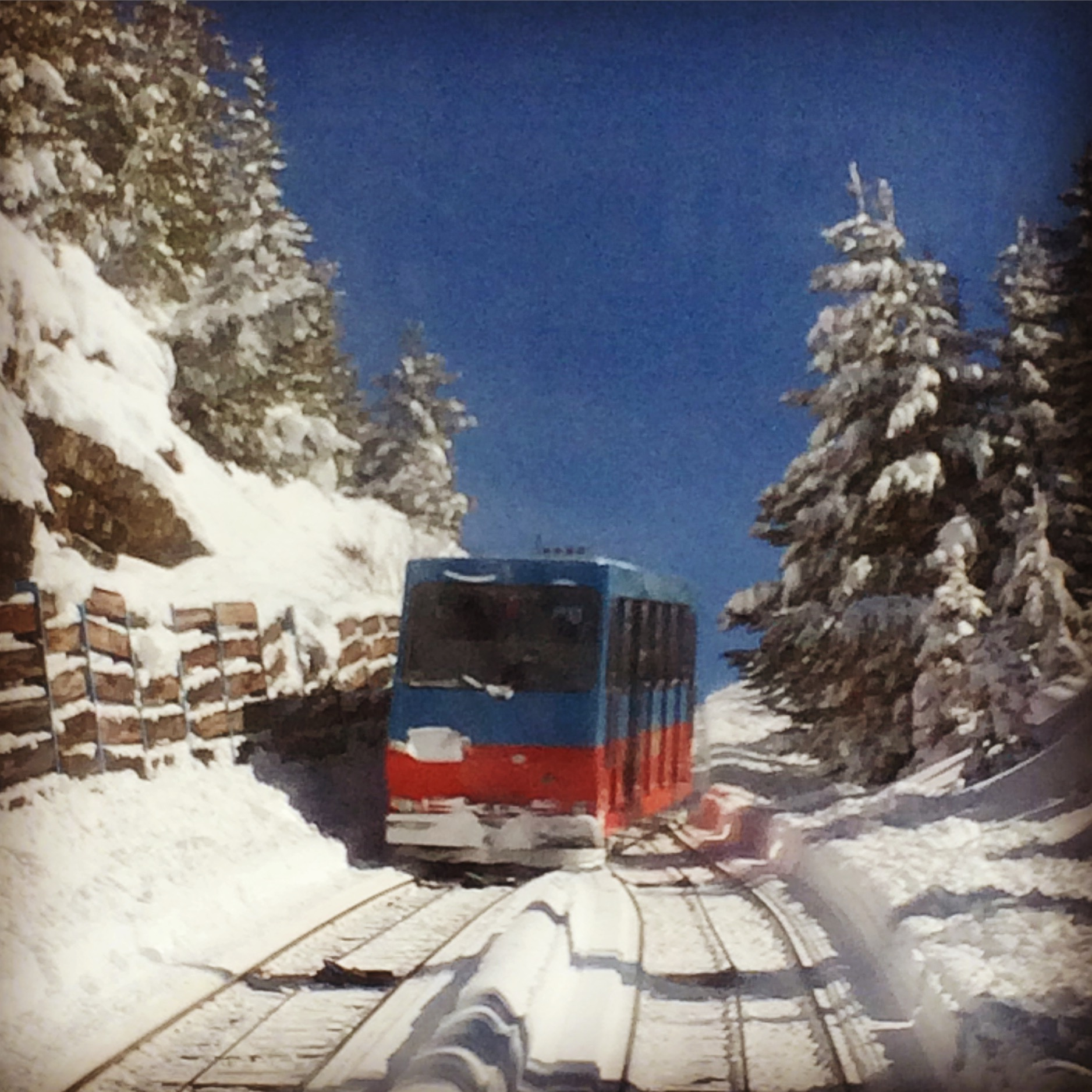
Funicolare dell'area sciistica di Rosshütte a Seefeld in Tirol (Innsbruck)

Esistono esempi di impianti (pur se ormai quasi tutti in disuso) che utilizzano l'acqua come energia motrice, dove i veicoli sono dotati di serbatoi i quali, riempiti o svuotati, ne variano il peso e conseguentemente l'equilibrio fra essi, generando così il movimento. In Italia si ricordano, oltre alla  Funicolare di Catanzaro, la Funicolare Sant'Anna a Genova e la Funicolare di Orvieto, la funicolare di Biella che collega la parte bassa della città al Borgo Medievale del Piazzo tutte convertite a trazione elettrica, la Valle Oscura - Rocca di Papa che effettuava servizio in corrispondenza con le Tranvie dei Castelli Romani.
Esempi di funicolare ad acqua ancora in servizio sono la Nerobergbahn nella città di Wiesbaden in Germania e quella di Bom Jesus a Braga in Portogallo.

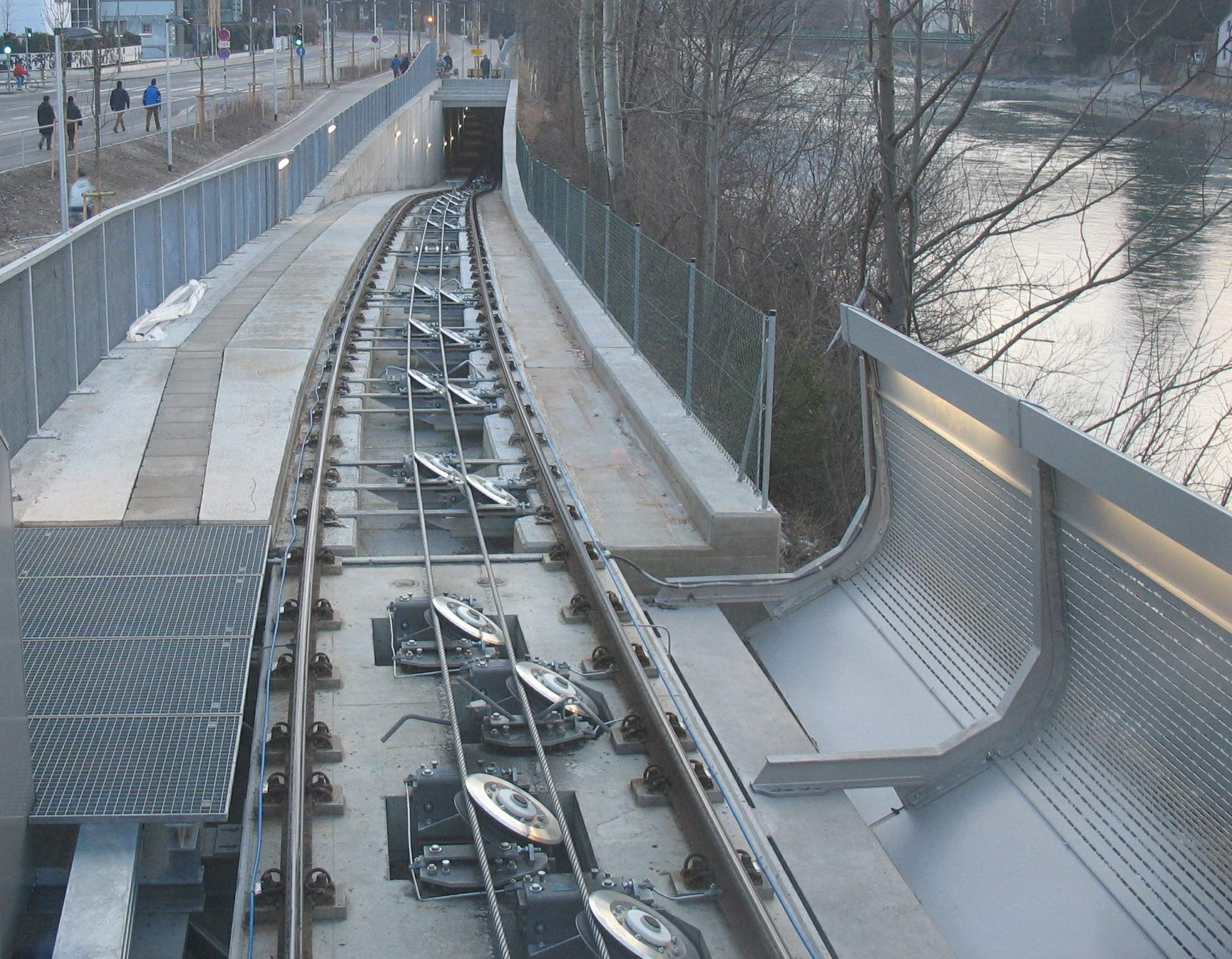
Funicolare della Hungerburg, Innsbruck (A) - sbocco della I galleria e inizio viadotto sull'Inn - dicembre 2007

In Austria, precisamente ad Innsbruck, è stata riattivata nel dicembre 2007 la funicolare della "Hungerburg". Questo impianto presenta varie novità fra cui la più importante è certamente il tracciato che ha un andamento pianeggiante nel primo tratto, una seconda sezione in salita, successivamente una in discesa e infine nuovamente in pendenza elevata. Percorre due gallerie e scavalca il fiume Inn all'aperto mediante un viadotto. La fune traente, chiusa ad anello da una di zavorra nella parte inferiore, viene guidata da pulegge classiche e trattenuta da "contropulegge" nei passaggi in contropendenza. Da segnalare inoltre la notevole velocità potenziale, fino a 10 m/secondo, e le due vetture, capaci di trasportare 130 persone, composte ciascuna da cinque "cellule" che lungo il percorso si muovono, adattandosi automaticamente all'inclinazione del binario, mantenendo quindi sempre perfettamente orizzontale il piano di calpestio.
Sempre in Austria è in esercizio un interessante impianto il quale, pur mosso da una fune, presenta le caratteristiche di una metropolitana, in quanto il suo tracciato è interamente sotterraneo e pressoché orizzontale, e non viaggia su binario bensì su un cuscino d'aria, con apposite guide che vincolano la cabina.
Caratteristiche simili presenta la MeLA (Metropolitana Leggera Automatica) di Milano che si sviluppa su un percorso pianeggiante ma circola su guide metalliche lisce dove scorrono ruote gommate.
A Trieste è ancora in funzione dal 1902 la Tranvia di Opicina, detta anche "Trenovia". Questo impianto rappresenta una rarità in quanto riunisce le caratteristiche del tram cittadino con quelle delle funicolari.
Da non dimenticare i famosi tram a trazione funicolare di San Francisco (Stati Uniti), i cosiddetti "Cable-Car", che utilizzano la trazione a fune superando tratti anche di elevata pendenza.

### I people mover

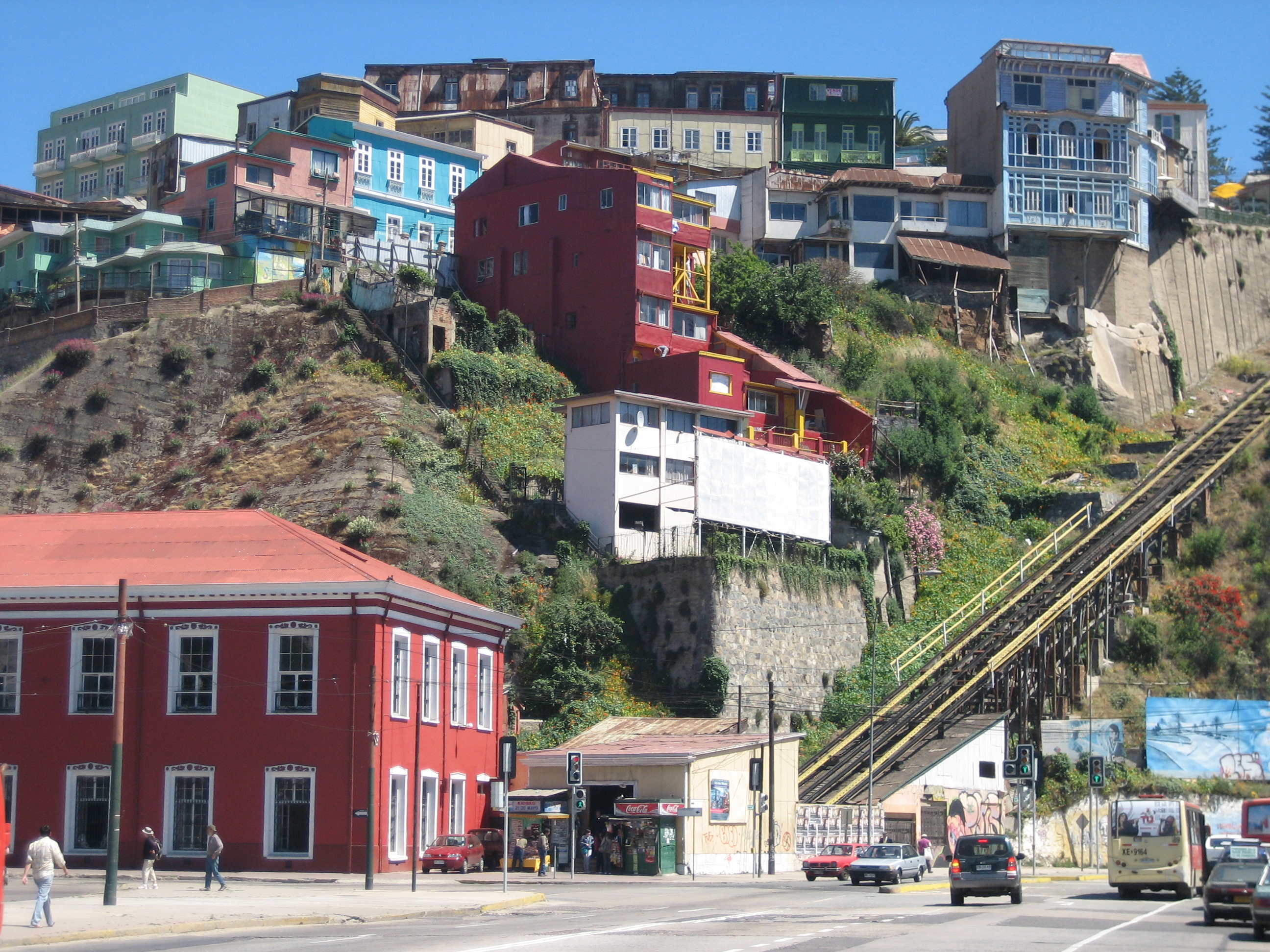
Le tipiche colline di Valparaíso (Cile) con i binari della funicolare

Con il termine people mover (o automated people mover, APM) si intende un sistema di trasporto pubblico di ridotta estensione, automatico e dotato di sede propria (il tracciato ha quindi una completa separazione dagli altri sistemi di trasporto e dal traffico sia pedonale sia automobilistico).
Appartengono alla categoria dei sistemi ettometrici.
È impiegato per servizi point-to-point per collegare, ad esempio, tra loro terminal aeroportuali o altre infrastrutture (ad esempio ospedali) alla rete metropolitana.
I people mover possono essere costruiti con diverse tecnologie (a funicolare, a monorotaia). Con il termine people mover si fa quindi riferimento al servizio effettuato (point-to-point) e non alla tecnologia.
I people mover del tipo funicolare sono infrastrutture perlopiù sopraelevate costituite da veicoli con ruotine di gomma circolanti su piastre generalmente di acciaio, con trazione a fune e guidato da un posto centrale. Sono quindi funicolari con profilo longitudinale per lo più pianeggiante (e quindi non necessitanti delle tecnologie connesse a superare forti dislivelli).
Un esempio di people mover è il Minimetrò di Perugia, in funzione dal 2008, con un'estensione di 3 chilometri.

## Il futuro
Se nel secondo dopoguerra le funicolari sembravano destinate a scomparire in quanto richiedevano una struttura fissa e spesso numerose opere d'arte quali rilevati, trincee, ponti e gallerie, con l'evoluzione della tecnica hanno conosciuto una rinascita notevole. Le funicolari vengono preferite alla funivia aerea laddove si richiedano:
- possibilità di seguire un tracciato con curve;
- quasi totale insensibilità agli eventi atmosferici (vento in particolare);
- superiore capacità oraria (numero passeggeri/ora trasportabili) per la maggiore capienza delle cabine.